# Restauratie van orgels

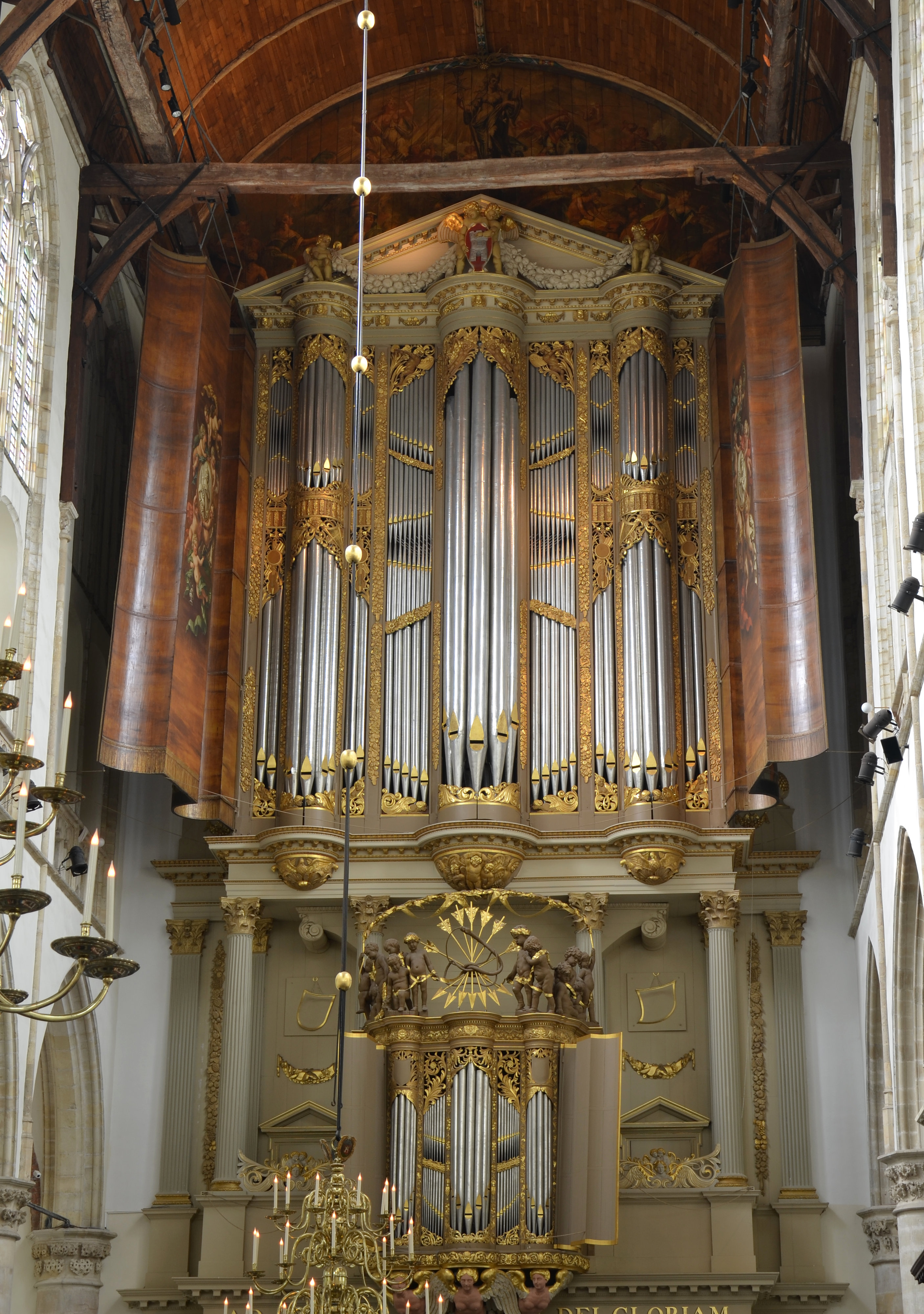
In het Van Hagerbeer-Schnitgerorgel in de Grote of Sint Laurenskerk te Alkmaar is nog zo'n 90% van het oorspronkelijke materiaal uit de 17e en 18e eeuw aanwezig.

Onder de restauratie van orgels wordt verstaan: de werkzaamheden die het normale onderhoud te boven gaan en noodzakelijk zijn voor het herstel of de conservering van een monumentaal pijporgel. Restauratie in het algemeen is het geheel van handelingen aan een beschadigd of gedeeltelijk verloren gegaan voorwerp met het doel dit terug te brengen in een van tevoren gedefinieerde toestand en zo te behouden voor toekomstige generaties.
Een goed gebouwd pijporgel kan honderden jaren meegaan maar is slijtage- en storingsgevoelig. Als een orgel niet meer goed functioneert, bijvoorbeeld doordat er steeds meer problemen ontstaan in de speel- en registermechanieken, er stemproblemen zijn bij het pijpwerk of lekkages in de windvoorziening kan op een gegeven moment gekozen worden voor restauratie.
Het grote aantal historische orgels met monumentale status dat Nederland rijk is wordt gerekend tot klinkend erfgoed. De monumentale status betekent dat de orgels van Rijkswege beschermd zijn, en dat voor restauratie een vergunning nodig is.

## Geschiedenis
In Nederland ontstaat in de tweede helft van de 20ste eeuw meer en meer het besef dat erover nagedacht moet worden hoe men om wil gaan met de vele historische kerkorgels die het land rijk is. Veel instrumenten zijn in matige staat van onderhoud en er is niet altijd een visie op hoe er omgegaan dient te worden met reparaties of verbeteringen. Ingrepen uit het begin van de 20ste eeuw, zoals pijpwerk van lood en tin vervangen in toentertijd goedkoper materiaal als zink of de elektrificatie van speel- en registermechanieken worden als niet langer gewenst beschouwd.
Onder invloed van de Orgelbeweging en de Oude Muziek-beweging, die de historische uitvoeringspraktijk nastreeft en 17e- en 18e-eeuwse instrumenten bestudeert, restaureert en nabouwt, ontstaat ook de wens om orgels op deze wijze te restaureren of te reconstrueren. Dit leidt er toe dat verschillende restauraties van grote orgels tamelijk nietsontziend plaatsvinden, waarbij veel materiaal dat in later eeuwen werd toegevoegd aan het oorspronkelijke instrument eenvoudigweg wordt verwijderd en vervangen door nagemaakt (dus nieuw) materiaal. Zo wordt in 1992 bij de restauratie van het Amsterdamse Duyschotorgel in de Westerkerk 80 % van het instrument gereconstrueerd om terug te kunnen keren naar de situatie van 1726. Ook worden er soms ingrepen gedaan die onomkeerbaar zijn, zoals het inkorten van pijpen om een (vermeend) oorspronkelijk hogere toonhoogte te realiseren.

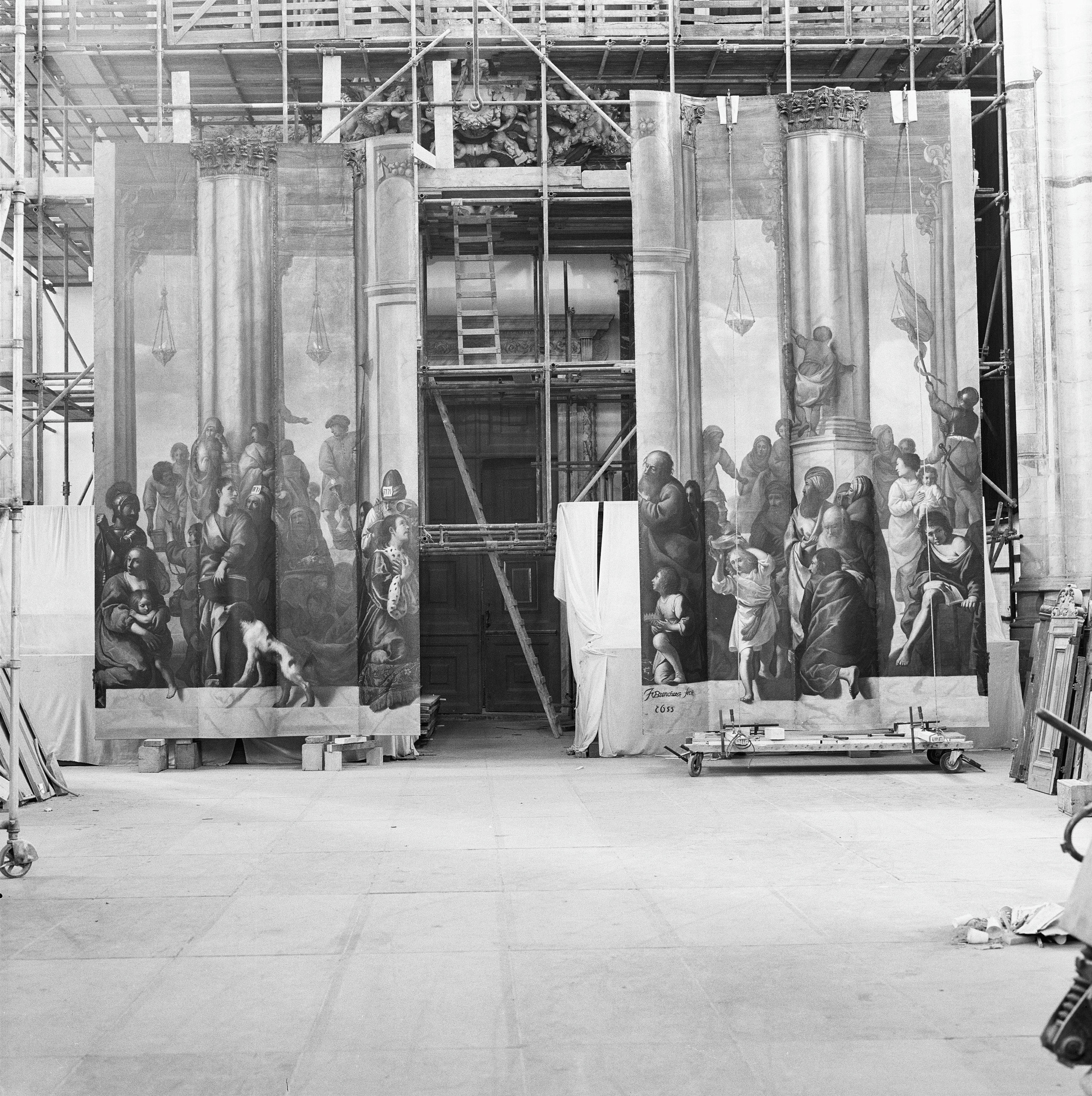
De gerestaureerde luiken van het hoofdorgel van de Nieuwe Kerk in Amsterdam, beschilderd door Jan Gerritsz. van Bronckhorst, worden teruggeplaatst (1978)

Begin 21ste eeuw komt in Nederland een omslag in het denken over het restaureren van orgels. Meer en meer wordt gekozen voor de vorm waarin latere ingrepen behouden blijven, mits kwalitatief hoogstaand en kenmerkend voor het instrument. Ook mogen de ingrepen die tijdens de restauratie worden gedaan niet onherstelbaar zijn. Deze visie leidt ertoe dat verschillende restauraties van grote instrumenten opnieuw gedaan worden, zoals bij orgels in Alkmaar (Van Hagerbeer-Schnitgerorgel, restauratie 1982 en 2015), Haarlem (Müllerorgel, restauratie 1961 en 2000) en Zwolle (Schnitgerorgel, restauratie 1956 en vanaf 2018).
Tegelijkertijd is er steeds meer discussie onder kenners, eigenaars en gebruikers van de instrumenten over kwesties als het herstellen van historische stemmingen (niet altijd geschikt om gemeentezang te begeleiden of geschikt voor elk repertoire) of andere restauratieve ingrepen die men als te grote veranderingen van de karakteristiek van het instrument ziet. In sommige gevallen leidde dit tot decennialang durende conflicten alvorens men tot restauratie kon overgaan, zoals bij het Vater-Müllerorgel van de Oude Kerk in Amsterdam, waarvan de eerste plannen dateerden uit de jaren 60 van de 20ste eeuw, maar de restauratie pas in 2014 startte. De verschuivende inzichten en voortdurende discussies in Nederland over de doelstellingen en de gewenste uitkomsten daarvan zijn exemplarisch voor het denken over orgelrestauratie dat ook in andere landen dan Nederland niet stilstaat.
Om in Nederland te komen tot een eensluidende kwaliteitsstandaard en op den duur ook certificering is in 2016 door het Centraal College van Deskundigen Restauratiekwaliteit van de Stichting Erkende Restauratiekwaliteit Monumentenzorg een richtlijn vastgesteld: de Uitvoeringsrichtlijn Historische orgels: Onderhoud en restauratie van historische pijporgels. Hierin wordt op zeer gedetailleerde wijze beschreven hoe de restauratie van een orgel dient te verlopen. De richtlijn is in samenwerking met de verschillende betrokkenen (adviseurs, bouwers, monumentenwacht, Rijksdienst) opgesteld en omvat tientallen eisen aan het proces, de materialen en de kennis en ervaring van alle betrokkenen.

## Restauratieproces

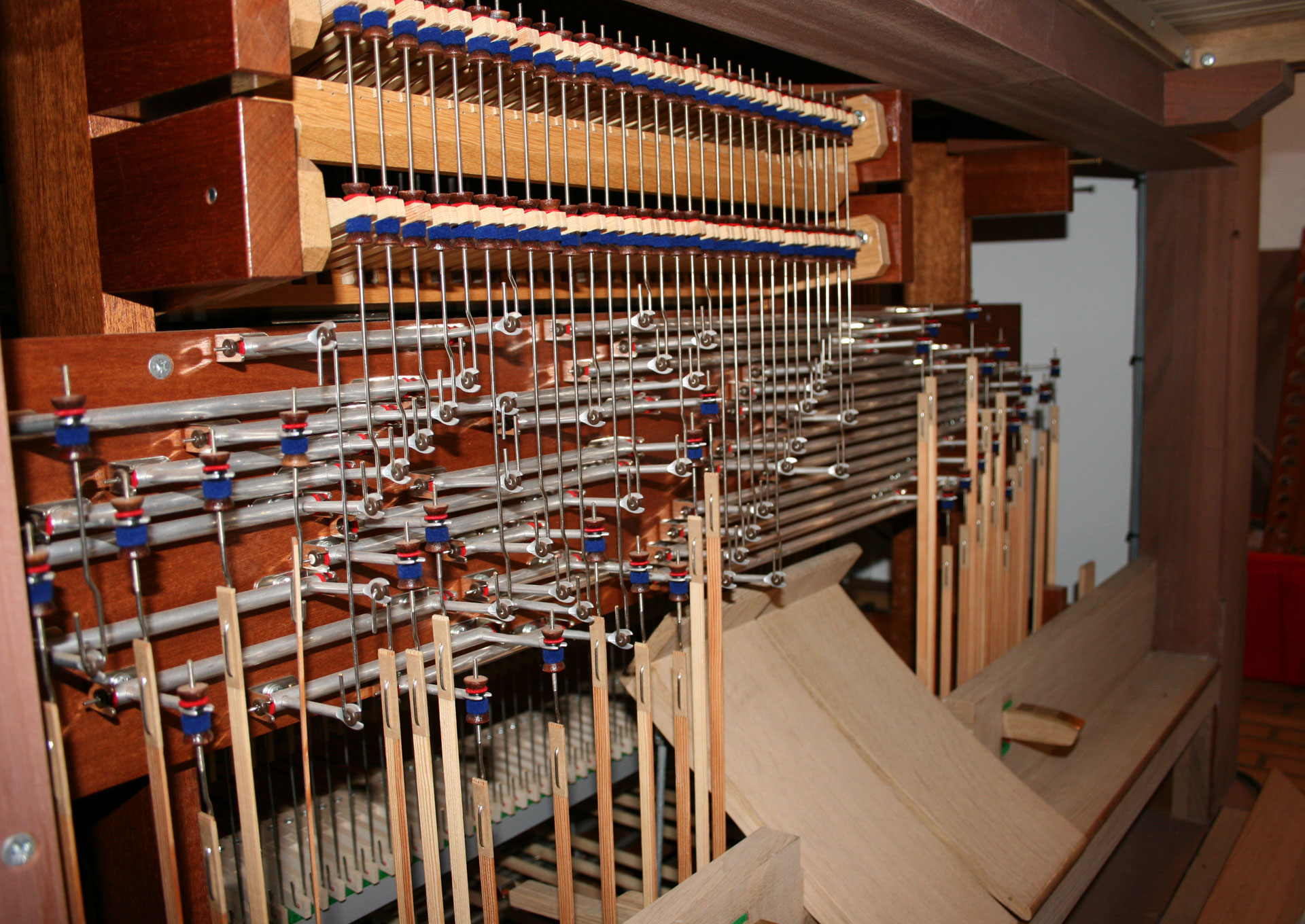
Speelmechaniek (het wellenbord van het pedaal) van een orgel

### Voorbereiding
Voorafgaand aan de restauratie wordt het instrument onderzocht en in kaart gebracht door een orgeladviseur. Hij doet dit door archiefonderzoek (documenten uit de tijd van ontstaan zoals bestekken van orgelbouwers of keuringsrapporten bij oplevering) en door onderzoek (observatie en meting) van alle onderdelen. De volgende vragen zijn daarbij aan de orde:
- Wat is de cultuurhistorische waarde van het orgel als geheel, van bepaalde onderdelen of van specifieke kenmerken?
- Wat is de geschiedenis van het instrument? Heeft het altijd in deze ruimte gestaan, is het voor deze ruimte ontworpen? Wat is er in de tussentijd aan de ruimte veranderd (zoals bijvoorbeeld het ontpleisteren van muren, dat de akoestiek beïnvloedt)?
- Welke orgelbouwers hebben er door de eeuwen aan gewerkt en het instrument veranderd? Hoe ingrijpend waren deze veranderingen?
- Welke onderdelen (zoals pijpwerk, balgen, mechaniek) zijn origineel en welke van later datum? Staat het nog op de oorspronkelijke plek, of zijn bijvoorbeeld pijpen opgeschoven naar een hoger of lager octaaf? Wat is de mensuur van de pijpen?
- Hoe is het huidige klankbeeld? Wat is de huidige toonhoogte en stemming van het orgel, en is dit origineel of later aangepast?
- Wat is de staat van het materiaal? Zijn de pijpen of conducten (windgeleiders) aangetast door tinpest?[7][8] Is het leer (dat lekkage van de windvoorziening moet voorkomen en onderdeel is van de balgen) uitgedroogd? Zitten er scheuren of andere aantastingen in de houten onderdelen?
- Wat is de staat van de directe omgeving? Hoe stabiel is het orgelbalkon, zijn er vochtige muren of tochtige kieren in muren en hoe is het binnenklimaat van het gebouw (te vochtig of te droog)?

### Werkzaamheden

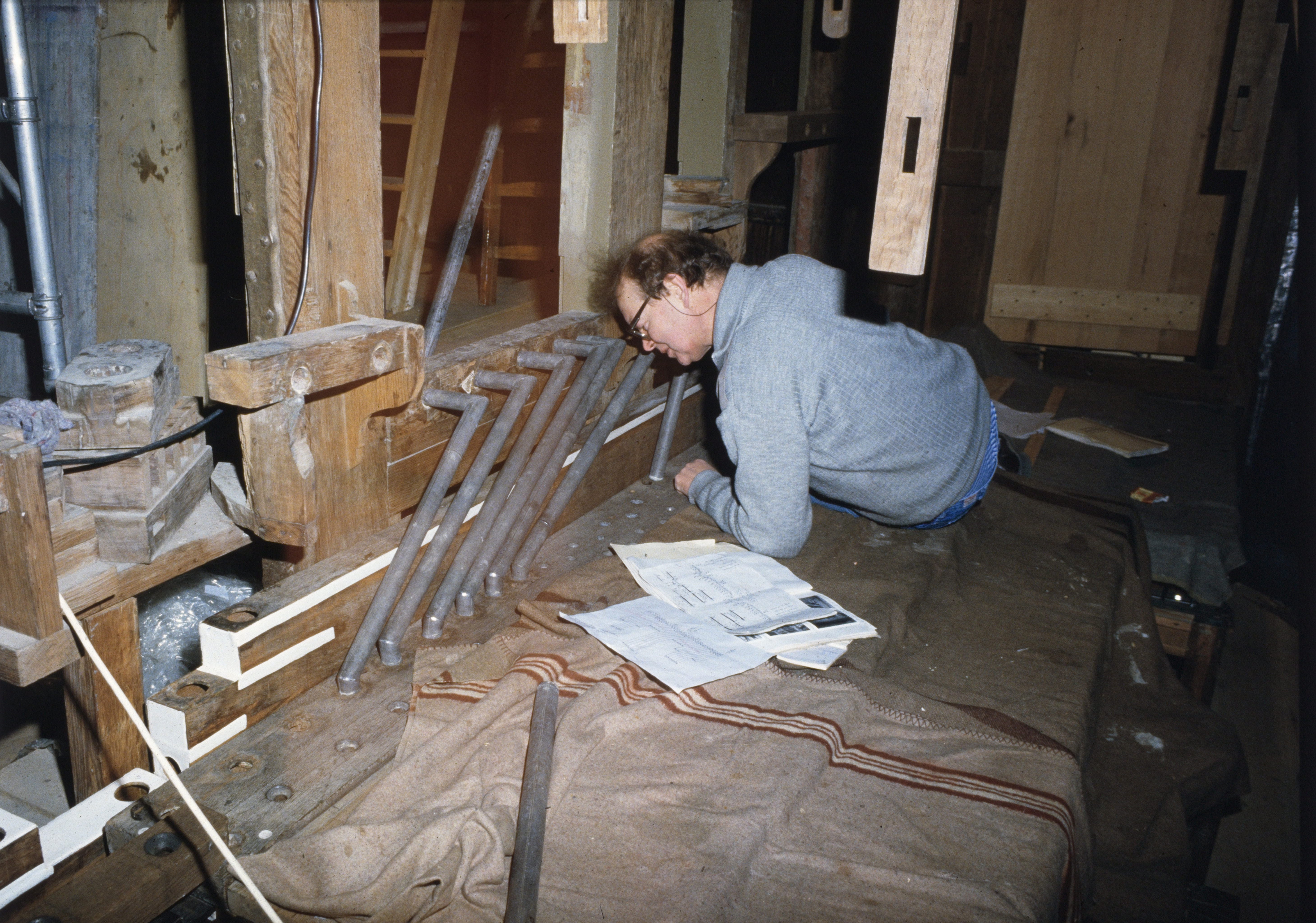
Tijdens de restauratie van het hoofdorgel van de Grote of Sint-Laurenskerk (Alkmaar) in 1987 worden de conducten geïnspecteerd.

Na het opstellen van een restauratierapport maakt de adviseur, in Nederland samen met de Rijksdienst voor het Cultureel Erfgoed als het gaat om een monumentaal orgel, de afweging op welke wijze gerestaureerd gaat worden. De keuze voor de orgelbouwer die het werk gaat verrichten is afhankelijk van de ervaring van de bouwer met een dergelijk type instrument, maar de opdracht dient ook aanbesteed te worden.
Tijdens de restauratie wordt het orgel gedemonteerd, dat wil zeggen dat alle onderdelen (behalve de kast) naar de werkplaats van de orgelbouwer worden gebracht voor nader onderzoek en werkzaamheden. Kleine orgels kunnen inclusief kast worden gedemonteerd. Als het orgel beschilderde luiken heeft, kunnen ook deze gedemonteerd worden en naar het atelier van een schilderrestaurateur gaan. Vaak vindt ook onderzoek plaats naar eventuele eerdere verflagen of verdwenen afbeeldingen. Ook de kleur waarin de orgelkas geschilderd is wordt onderzocht om na te gaan of er oudere, afwijkende kleurlagen onder zitten.

Als er veel oorspronkelijk materiaal aanwezig is kan men kiezen voor een restauratie naar, en deels reconstructie van het oorspronkelijke instrument. Als er in later eeuwen ingrepen van hoogstaande kwaliteit zijn gedaan in het orgel (als bijvoorbeeld de klank van de pijpen is aangepast aan de smaak van die tijd), kan er voor een hybride model gekozen worden, waarbij ook deze aanpassingen behouden blijven. In de 21ste eeuw heeft deze praktijk de voorkeur van de Nederlandse Rijksdienst, omdat daarmee geen of weinig oud materiaal verloren gaat. Een enkele keer is alleen de orgelkas nog origineel. Als de inhoud uit latere eeuwen van inferieure kwaliteit is, kan gekozen worden voor een algehele reconstructie van het oorspronkelijke orgel, of voor een nieuw instrument met een modern klankbeeld in de oude kast.

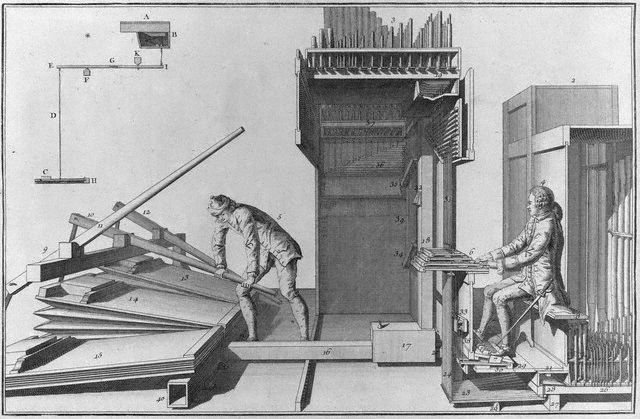
Orgeltrapper aan het werk

Ingrepen uit de 20ste eeuw zoals het elektrificeren van de speelmechanieken worden bij orgels van voor 1900 altijd ongedaan gemaakt. De elektrische windvoorziening (een windmotor die de blaasbalgen vult en op druk houdt) zal echter in de meeste gevallen gehandhaafd worden, omdat terugkeer naar de oorspronkelijke vorm van door mensen getreden balgen niet praktisch is. In sommige gevallen is zowel elektrische als menselijk aangedreven wind mogelijk.
Als er grote ingrepen in oud pijpwerk zijn gedaan (zoals het inkorten van de bekers of het plaatsen van kernsteken) wordt soms gekozen voor restauratie (zoals het verlengen van bekers), soms voor het handhaven van de ontstane situatie. Een enkele keer worden afgekeurde registers, die bij de restauratie uit een orgel verwijderd zijn omdat ze van later datum waren, opgeslagen bij de orgelbouwer om later hergebruikt te worden bij de restauratie van een ander orgel uit de tijd van dat register.
Restauratie kan ook de aanleiding zijn voor een al van oudsher gewenste verbetering die niet teruggaat op de werkelijke historie van het orgel, maar tegelijk de cultuurhistorische waarde ongerept laat. In sommige gevallen gaat het om gereserveerde ruimte voor registers die nooit geplaatst zijn of een extra manuaal waarvoor ruimte gereserveerd was maar dat nooit geplaatst is, meestal wegens geldgebrek. Om dezelfde reden kregen sommige orgels een aangehangen pedaal in plaats van een zelfstandig pedaal. Bij de restauratie kan besloten worden alsnog de oorspronkelijk plannen uit te voeren en/of het orgel uit te breiden met nieuw materiaal in de stijl passend bij het instrument. Zo werd bij de restauratie in 2016-2017 van het Hinsz-orgel uit 1744 in de Nicolaïkerk te Appingedam door de orgelfirma Reil het aangehangen pedaal vervangen door een zelfstandig pedaal met nieuwe registers in een bij het orgel passende stijl. Hierdoor kreeg de klank meer diepte en werden de repertoiremogelijkheden sterk vergroot. De ruimte voor de pedaalkas met extra registers werd gevonden achter het orgel, zodat het historische (visuele) beeld door de uitbreiding niet is verstoord. De aanvulling op het orgel is omkeerbaar: mochten latere generaties oordelen dat deze verbetering niet paste bij dit monumentale orgel, dan kan de vorige situatie hersteld worden.

### Voorwaarden

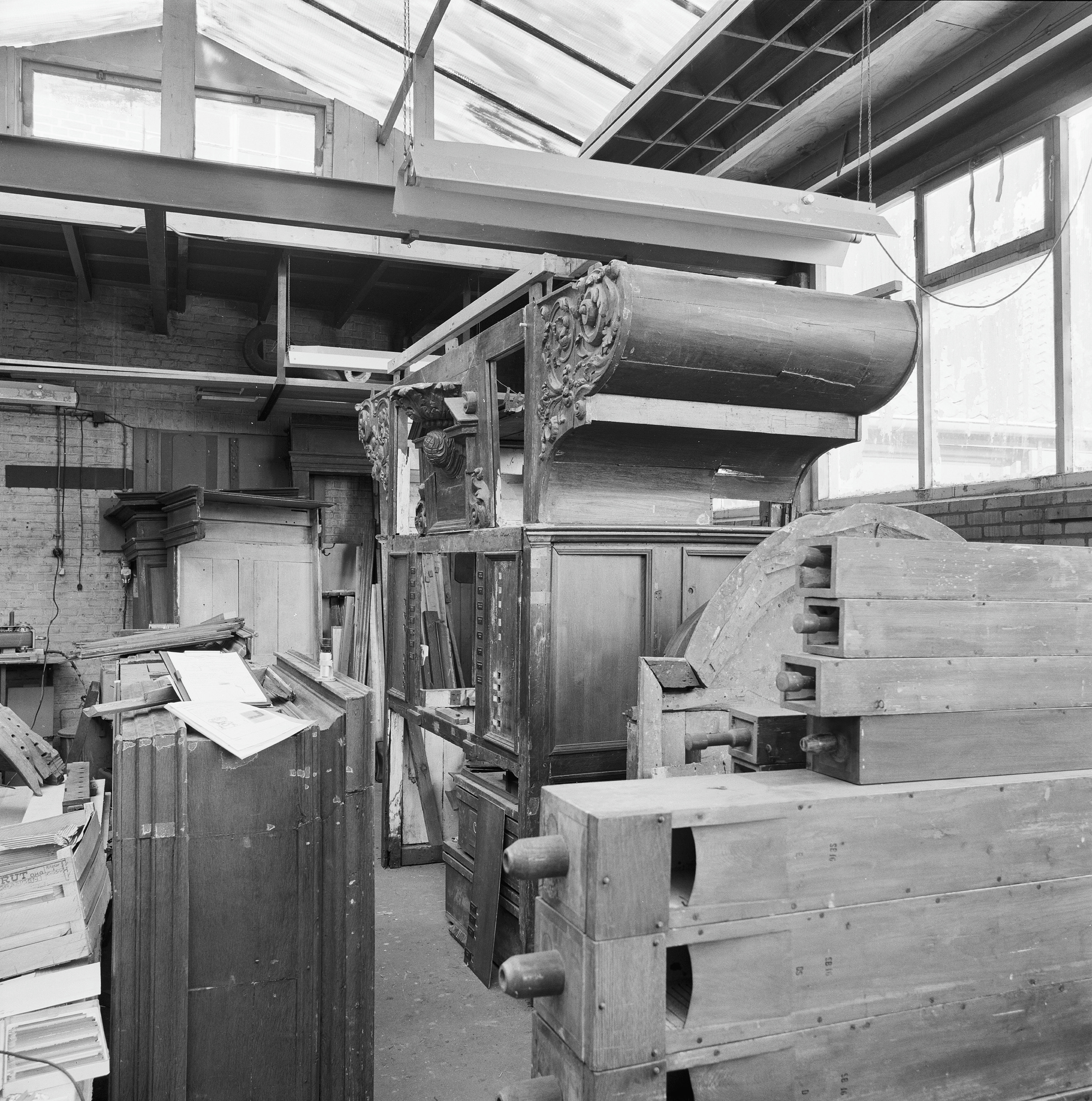
Het gedemonteerde orgel van de St Martinuskerk in Cuijk tijdens de restauratie in de werkplaats van orgelbouwer Verschueren (1989), met op de voorgrond houten pijpen.

Volgens de bovengenoemde Uitvoeringsrichtlijn is elke ingreep in meer of mindere mate een aantasting van de cultuurhistorische waarde. De richtlijn noemt de volgende eisen voor ingrepen:
- Beperk de omvang van de ingreep tot zo veel als noodzakelijk is en zo weinig als mogelijk is.
- Voer de ingreep degelijk uit, om (opnieuw) ingrijpen zo veel mogelijk te voorkomen of zo lang mogelijk uit te stellen.
- De ingreep moet passend zijn binnen de gegeven situatie (invloed op chemische, mechanische of op fysische processen mag niet tot schade leiden, reparaties moeten zwakker zijn dan het origineel).
- Vervang bij voorkeur met hetzelfde materiaal (of een ander materiaal met dezelfde eigenschappen) en/of dezelfde techniek.

Samenvattend: een ingreep mag geen schade toebrengen, moet opnieuw uitgevoerd kunnen worden als de kwaliteit ervan onvoldoende was, en dient omkeerbaar te zijn. Om dit te kunnen beoordelen heeft men een restauratieladder opgesteld, waarin de hiërarchie van ingrepen zichtbaar wordt:
1. Conserveren/onderhoud
2. Repareren
3. Vernieuwen door middel van:
  1. Kopiëren
  2. Imiteren
  3. Verbeteren

Dat betekent dat conserveren gaat boven repareren of vernieuwen, en dat bij vernieuwen kopiëren gaat boven imiteren of verbeteren. Wel zal van geval tot geval bekeken moeten worden welke keuzes men maakt: elk historisch orgel is uniek en heeft zijn eigen geschiedenis van aanpassingen en verbeteringen, en elke keuze voor een bepaalde ingreep kan consequenties voor andere keuzes hebben.
Een orgel is bovendien een gebruiksinstrument, meestal in de eerste plaats bedoeld voor de begeleiding van de gemeentezang en in de tweede plaats om concerten te geven. Anders dan bij de restauratie van een kunstobject zoals bijvoorbeeld een schilderij speelt dus het functioneren van het instrument na de restauratie een rol bij de beslissingen die genomen worden.

### Doel

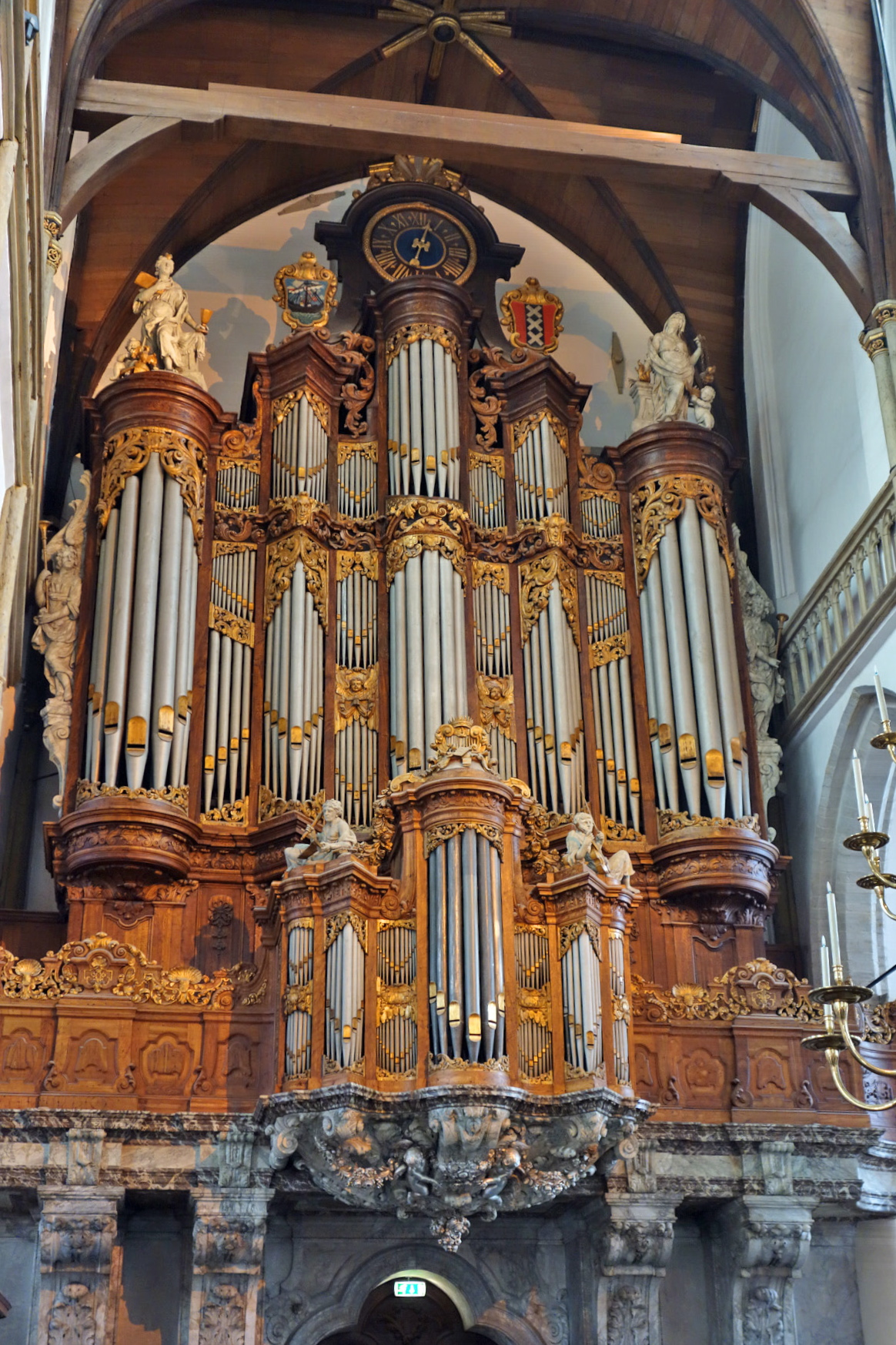
Het Vater-Müllerorgel van de Oude Kerk te Amsterdam

Uiteraard wil men ervoor zorgen dat het orgel technisch weer optimaal functioneert, maar daarnaast is het doel van de restauratie dat er een samenhangend klankbeeld uitkomt dat karakteristiek is voor de orgelbouwer die het orgel oorspronkelijk ontworpen heeft, en eventueel de bouwers die het later veranderd hebben. Nederlandse voorbeelden van dergelijke restauraties zijn o.a. het Van Hagerbeer-Schnitgerorgel (Alkmaar) uit de 17e en 18e eeuw (waarbij het ook weer mogelijk is de wind door balgentreders te laten voortbrengen) en het Vater-Müllerorgel (Oude Kerk Amsterdam). Dit orgel stamt uit de 18e eeuw, maar de invloeden van de 19e-eeuwse bouwer Witte van de firma Bätz zijn ook bewaard gebleven.

### Kosten
De restauratie van een monumentaal orgel kan meerdere jaren duren. Vanwege het hoge aantal arbeidsuren kunnen de kosten bij grote restauraties in de honderdduizenden euro's lopen, die in Nederland voor een groot deel door de overheid worden betaald.
Eigenaren van gerestaureerde monumenten, veelal kerkelijke gemeenten/parochies, beheer-stichtingen of de plaatselijke overheid hebben een onderhoudsplicht, waarvoor deels overheidssubsidie beschikbaar is.